# Белоусов, Анатолий Семёнович
Анатолий Семёнович Белоусов (род. 1925) — советский и российский учёный-физик, доктор физико-математических наук. Лауреат Государственной премии СССР (1973). Участник Великой Отечественной войны.

## Биография
Родился 23 декабря 1925 года в городе Москве.
С 1933 по 1942 годы обучался в московской и ойротской средней школах. С 1942 по 1943 годы обучался в — эвакуированном в город Ойрот Алтайского края — Московском педагогическом институте. С 1 января 1943 года, в возрасте семнадцати лет, был призван в ряды Рабоче-крестьянской Красной армии и направлен в Томское артиллерийское училище; после прохождения краткосрочных курсов в октябре 1943 года направлен в действующую армию на фронт. Участник Великой Отечественной войны в должности командира взвода управления 1186-го истребительно-противотанкового артиллерийского полка в составе 1-й Ударной армии, во время боёв был тяжело ранен. За участие в Великой Отечественной войне младший лейтенант А. С. Белоусов 2 октября и 30 декабря 1944 года был награждён орденом Отечественной войны 2-й степени и орденом Красной Звезды.
В 1945 году был комиссован по инвалидности из рядов Советской армии. С 1945 по 1950 годы обучался на  отделении строения вещества физического факультета Московского государственного университета, на который поступил как участник войны без экзаменов. С 1951 года был назначен младшим научным сотрудником эталонной лаборатории Физического института Академии наук СССР, работал под руководством В. И. Векслера и П. А. Черенкова, в группе Е. И. Тамма занимался изучением возможности регистрации гамма-квантов и фундаментальной задачей по экспериментальному обнаружению фоторождения п-мезона. В 1959 году А. С. Белоусов защитил диссертацию на соискание учёной степени кандидата физико-математических наук по теме: «Фотообразование нейтральных мезонов на ядрах и модель поверхностного образования мезонов». 
7 ноября 1973 года Постановлением ЦК КПСС и Совета Министров СССР за цикл работ «Фоторождение п-мезона на нуклонах» А. С. Белоусов был удостоен Государственной премии СССР в области науки и техники. 
В 1974 году А. С. Белоусов защитил  диссертацию на соискание учёной степени доктора физико-математических наук по теме: «Исследование электромагнитных взаимодействий адронов при энергиях выше 10 Гэв». А. С. Белоусов — главный научный сотрудник лаборатории электромагнитных взаимодействий Отделения ядерной физики и астрофизики и член учёного совета Физического института имени П. Н. Лебедева РАН.

## Награды
- Орден Отечественной войны I степени (06.11.1985[6])
- Орден Отечественной войны II степени (02.10.1944[2])
- Орден Красной Звезды (30.12.1944[2])
- Медаль «За победу над Германией в Великой Отечественной войне 1941—1945 гг.» (09.05.1945[2])

### Премии
- Государственная премия СССР в области науки и техники (1973 — за цикл работ «Фоторождение п-мезона на нуклонах»[3])